# Aleiodes
Aleiodes is een geslacht van vliesvleugelige insecten (Hymenoptera) uit de familie van de schildwespen (Braconidae). De wetenschappelijke naam van het geslacht werd voor het eerst geldig gepubliceerd door Constantin Wesmael in 1838.
Aleiodes is het grootste geslacht uit de onderfamilie Rogadinae. Deze schildwespen zijn endoparasitoïden van rupsen (larven van Lepidoptera). De wesp legt een eitje in een rups van een gastheersoort. De wespenlarve gebruikt de rups als voedsel en doodt ze ten slotte, en mummificeert ze tot een omhulsel waarin de wespenlarve zal verpoppen. De "mummie" bestaat uit de huid van de rups, die hard en donker wordt en opgezwollen is. De wespenlarve maakt gewoonlijk een ronde opening in de mummie alvorens te verpoppen in de overblijfselen van haar gastheer, die ze heeft vastgehecht aan een blad of een twijg. 
De wespen zelf zijn klein, meestal 4 tot 9 mm lang, maar kunnen nuttig zijn als biologische bestrijders van schadelijke (plantenetende) rupsen.
Aleiodes is een omvangrijk geslacht met honderden beschreven soorten, dat wereldwijd voorkomt behalve op Antarctica. Sommige soorten zijn zeer algemeen. In Nederland en België komen tientallen soorten voor, waaronder  Aleiodes albitibia (Herrich-Schäffer, 1838) die onder meer de dromedaris (Notodonta dromedarius) als gastheer heeft, en (in Nederland) Aleiodes praetor (Reinhard, 1863) met de populierenpijlstaart (Laothoe populi) en de lindepijlstaart (Mimas tiliae) als gastheren.

## Soorten
Deze lijst van 412 stuks is mogelijk niet compleet.
- A. abdominalis Cresson, 1869
- A. abraxanae van Achterberg, 2010
- A. accohannocki Fortier, 2009
- A. aciculatus Cresson, 1869
- A. aclydis Townsend, 2009
- A. aestuosus (Reinhard, 1863)
- A. affinis (Herrich-Schaffer, 1838)
- A. africanus

Aleiodes africanus (Enderlein) (Enderlein, 1920)
Aleiodes africanus (Szepligeti) (Szepligeti, 1908)
- A. agilis (Telenga, 1941)
- A. aglaurus Chen & He, 1991
- A. akidnus Marsh & Shaw, 1998
- A. alafuscus Fortier, 2009
- A. albiterminus Townsend, 2009
- A. albitibia (Herrich-Schaffer, 1838)
- A. alboannulatus (Belokobylskij, 1988)
- A. alexandri (Belokobylskij, 1988)
- A. aligarhensis (Qadri, 1933)
- A. alternator (Nees, 1834)
- A. alutaceus (Granger, 1949)
- A. alluaudi (Szepligeti, 1914)
- A. amoretae Butcher & Quicke, 2011
- A. amurensis Belokobylskij, 2000
- A. anatariatus Fortier, 2007
- A. angulinervis He & Chen, 1990
- A. angustatus (Papp, 1971)
- A. angustipennis Marsh & Shaw, 2003
- A. annulatus (Granger, 1949)
- A. antananarivoensis Shenefelt, 1975
- A. antennatus (Belokobylskij, 1988)
- A. apicalis

Aleiodes apicalis (Brues) (Brues, 1926)
Aleiodes apicalis (Brulle) (Brulle, 1832)
- A. apiculatus (Fahringer, 1932)
- A. aquaedulcensis Fortier, 2006
- A. aquilonius Shaw & Marsh, 2006
- A. aranamai Fortier, 2009
- A. arbitrium Townsend, 2009
- A. arcticus (Thomson, 1892)
- A. areolatus

Aleiodes areolatus (Fortier) Fortier, 2006
Aleiodes areolatus (Szepligeti) (Szepligeti, 1914)
- A. argyllacearivorax Fortier, 2007
- A. arikarai Fortier, 2009
- A. arizonensis Marsh & Shaw, 1997
- A. armatus Wesmael, 1838
- A. arnoldii (Tobias, 1976)
- A. arsenjevi (Belokobylskij, 1988)
- A. assateaguenus Fortier, 2009
- A. assimilis (Nees, 1811)
- A. aterrimus (Ratzeburg, 1852)
- A. atriceps Cresson, 1869
- A. atricornis (Cresson, 1872)
- A. atripileatus Townsend, 2009
- A. autographae (Viereck, 1910)
- A. avvakumi Belokobylskij, 2000
- A. axaceei Fortier, 2009
- A. aztecus (Cameron, 1905)
- A. bakeri

Aleiodes bakeri (Brues) (Brues, 1912)
Aleiodes bakeri (Butcher & Quicke) Butcher & Quicke, 2011
- A. barnardae Quicke & Shaw, 2006
- A. basutai Quicke & Shaw, 2006
- A. batyr Belokobylskij, 2000
- A. bengalensis Butcher & Quicke, 2011
- A. bicolor (Spinola, 1808)
- A. bipannus (van Achterberg, 1991)
- A. borealis (Thomson, 1892)
- A. boreoasiaticus Belokobylskij, 2000
- A. brachyphlebus Marsh & Shaw, 2001
- A. bretti Bardon & Fortier, 2009
- A. brevicellula Fortier, 2006
- A. brevipendulatus van Achterberg, 1995
- A. breviradialis (Granger, 1949)
- A. brevis Shaw & Marsh, 2006
- A. bucculentus Marsh & Shaw, 2001
- A. buoculus Marsh, 1989
- A. burrus Cresson, 1869
- A. buzurae He & Chen, 1990
- A. caboverdensis (Hedqvist, 1965)
- A. cameronii (Dalla Torre, 1898)
- A. cantherius (Lyle, 1919)
- A. capillosus Townsend, 2009
- A. carbonarius Giraud, 1857
- A. carinatus (Ashmead, 1889)
- A. cariniventris (Enderlein, 1912)
- A. carlsbadensis Fortier, 2006
- A. cartwrightensis Fortier, 2007
- A. catherinensis Fortier, 2006
- A. caucasicus (Tobias, 1976)
- A. caudalis Hellen, 1927
- A. caudatus (Szepligeti, 1913)
- A. cazieri Marsh & Shaw, 1997
- A. ceratomiae Marsh & Shaw, 1998
- A. certus (van Achterberg, 1991)
- A. circumscriptus (Nees, 1834)
- A. citriscutum Fortier, 2006
- A. cochisensis Fortier, 2006
- A. compressor (Herrich-Schäffer, 1838)
- A. conformis (Muesebeck, 1960)
- A. convexus van Achterberg, 1991
- A. copiosus Fortier, 2009
- A. coronarius Chen & He, 1991
- A. coxalis (Spinola, 1808)
- A. coxator (Telenga, 1941)
- A. crassijugosus Fortier, 2007
- A. crassipes (Thomson, 1892)
- A. cruentus (Nees, 1834)
- A. cultrarius Shaw & Marsh, 2006
- A. curtispina (Granger, 1949)
- A. cusackae Butcher & Quicke, 2011
- A. chisosi Fortier, 2009
- A. chumashanus Fortier, 2009
- A. dabai Fortier, 2009
- A. daisetsuzanus (Watanabe, 1937)
- A. dakotensis Fortier, 2007
- A. declanae van Achterberg, 2004
- A. dedivus (Szepligeti, 1914)
- A. deminutus (Szepligeti, 1914)
- A. depanochora van Achterberg, 1995
- A. dichromatus Shaw & Marsh, 2006
- A. dimidiatus (Spinola, 1808)
- A. dissector (Nees, 1834)
- A. dissiticarina Fortier, 2007
- A. diversicornis (Granger, 1949)
- A. dorsofoveolatus Fortier, 2006
- A. drymoniae (Watanabe, 1937)
- A. dubiosus (Fullaway, 1919)
- A. ductor (Thunberg, 1822)
- A. duchovskoii Belokobylskij, 2000
- A. earias Chen & He, 1997
- A. earinos Shaw, 1997
- A. elgon Butcher & Quicke, 2011
- A. elliptidepressus Penteado-Dias & van Achterberg, 1995
- A. eous Belokobylskij, 1996
- A. equalis Chen & He, 1997
- A. esenbeckii (Hartig, 1838)
- A. euproctis He & Chen, 1990
- A. eurinus (Telenga, 1941)
- A. exceptus (Baker, 1917)
- A. excisus (Szepligeti, 1913)
- A. exiguus Fortier, 2009
- A. faddenae Butcher & Quicke, 2011
- A. fahringeri (Telenga, 1941)
- A. femoratus Cresson, 1869
- A. fenwickae Butcher & Quicke, 2011
- A. fernaldellavorax Fortier, 2006
- A. ferruginosus (Baker, 1917)
- A. ferrugiteli (Shenefelt, 1975)
- A. flavicorpus Belokobylskij, 2000
- A. flavidus (Cresson, 1865)
- A. flavinotaulus Fortier, 2006
- A. flavistigma Shaw, 1993
- A. flavitarsus Marsh & Shaw, 1998
- A. floridensis Shaw & Marsh, 2006
- A. forticornis (Granger, 1949)
- A. fortipes (Reinhard, 1863)
- A. fortis (Muesebeck, 1960)
- A. frugalis (Papp, 1977)
- A. fruhstorferi (Cameron, 1910)
- A. fumialis (Shenefelt, 1975)
- A. fuscipennis (Szepligeti, 1904)
- A. fuscus Chen & He, 1991
- A. gasterator (Jurine, 1807)
- A. gastritor (Thunberg, 1822)
- A. genalis (Szepligeti, 1910)
- A. geometrae (Ashmead, 1889)
- A. glaber (Telenga, 1941)
- A. glandularis Butcher & Quicke, 2011
- A. gossypiellae (Muesebeck, 1956)
- A. gossypii (Muesebeck, 1960)
- A. gracilipes (Telenga, 1941)
- A. graciliventris Belokobylskij, 2000
- A. granulatus (DeGant, 1930)
- A. graphicus (Cresson, 1872)
- A. grassator (Thunberg, 1822)
- A. greeneyi Townsend, 2009
- A. gressitti (Muesebeck, 1964)
- A. grodekovi Belokobylskij, 2000
- A. haematoxyloni Fortier, 2007
- A. halifaxensis Fortier, 2007
- A. harrimani (Ashmead, 1902)
- A. hellenicus Papp, 1985
- A. hemipterus (Marshall, 1897)
- A. hergeri Papp, 1989
- A. heterostigma (Stelfox, 1953)
- A. hiisiis Fortier, 2009
- A. hubeiensis (Chen & He, 1997)
- A. huberi Fortier, 2007
- A. illiniweki Fortier, 2009
- A. indiscretus (Reardon, 1970)
- A. inopinus (van Achterberg, 1991)
- A. insignipes (Brues, 1912)
- A. interstitialis (Enderlein, 1920)
- A. iowensis Fortier, 2009
- A. itamevorus Shaw & Marsh, 2004
- A. jakowlewi (Kokujev, 1898)
- A. jaliscoensis Fortier, 2007
- A. javanus (Szepligeti, 1908)
- A. jeanneli (Szepligeti, 1914)
- A. juniperi van Achterberg, 2010
- A. kamtshadal Belokobylskij, 2000
- A. kanyawarensis Quicke & Shaw, 2006
- A. karankawai Fortier, 2009
- A. kasenenei Quicke & Shaw, 2006
- A. kasparyani Belokobylskij, 2000
- A. kenyaensis (Shenefelt, 1975)
- A. kisomm Fortier, 2009
- A. kohook Fortier, 2009
- A. korsakovi Belokobylskij, 2000
- A. kotenkoi Belokobylskij, 2000
- A. kozlovi (Telenga, 1941)

- A. krasheninnikovi Belokobylskij, 1996
- A. krulikowskii (Kokujev, 1898)
- A. laevigatus (Herrich-Schaffer, 1838)
- A. lanceolatus (Herrich-Schaffer, 1838)
- A. laphygmae (Viereck, 1912)
- A. lateralis (Baker, 1917)
- A. latericarinis Chen & He, 1991
- A. leleji Belokobylskij, 1996
- A. leptocarina Fortier, 2000
- A. lissos Marsh & Shaw, 2003
- A. lividus (Enderlein, 1912)
- A. longicornis (Granger, 1949)
- A. longipendulatus van Achterberg, 1995
- A. longipes (Szepligeti, 1906)
- A. lucidus (Szepligeti, 1906)
- A. luhmani Fortier, 2009
- A. lymantriae (Watanabe, 1937)
- A. macropodides (Walker, 1860)
- A. madagascariensis (Granger, 1949)
- A. magnoculus Fortier, 2009
- A. maheono Fortier, 2009
- A. maidunus Fortier, 2009
- A. malacosomatos (Mason, 1979)
- A. mandibularis

Aleiodes mandibularis (Cameron) (Cameron, 1900)
Aleiodes mandibularis (Cresson) (Cresson, 1872)
- A. mannegishii Fortier, 2009
- A. marcapatensis (Shenefelt, 1975)
- A. marinensis Fortier, 2009
- A. maritimus Shaw & Marsh, 2004
- A. medicinebowensis Marsh & Shaw, 2001
- A. megastomus Marsh & Shaw, 1999
- A. melanopodus Marsh & Shaw, 1999
- A. melanopterus (Erichson, 1848)
- A. meruensis Butcher & Quicke, 2011
- A. mexicanus Cresson, 1869
- A. miani Marsh & Shaw, 1999
- A. microculatus (Watanabe, 1937)
- A. microsomus (Tobias, 1972)
- A. min Fortier, 2009
- A. miniatus (Herrich-Schaffer, 1838)
- A. modestus (Reinhard, 1863)
- A. moldavicus Tobias, 1986
- A. molestus (Cresson, 1872)
- A. mongolicus (Telenga, 1941)
- A. montanus (Baker, 1917)
- A. morio (Reinhard, 1863)
- A. mubfsi Quicke & Shaw, 2006
- A. muirii (Fullaway, 1919)
- A. muravievi Belokobylskij, 2000
- A. mythimnae He & Chen, 1988
- A. narangae (Rohwer, 1934)
- A. nebulosus Townsend, 2009
- A. nigribasis (Enderlein, 1920)
- A. nigricans (Chen & He, 1997)
- A. nigricarpus (Szepligeti, 1907)
- A. nigricornis Wesmael, 1838
- A. nigricosta (Enderlein, 1920)
- A. nigrilatus Fortier, 2009
- A. nigrinervis (Szepligeti, 1908)
- A. nigripes (Enderlein, 1920)
- A. nigristemmaticum (Enderlein, 1920)
- A. nitidus Chen & He, 1991
- A. nobilis (Curtis, 1834)
- A. nocturnus

Aleiodes nocturnus (Telenga) (Telenga, 1941)
Aleiodes nocturnus (Tobias) Tobias, 1960
- A. nolophanae (Ashmead, 1889)
- A. notozophus Marsh & Shaw, 1997
- A. nunbergi (Noskiewicz, 1956)
- A. oaxacensis Fortier, 2006
- A. ocellaris (Szepligeti, 1910)
- A. oculator (Szepligeti, 1905)
- A. oculatus (Baker, 1917)
- A. optimus Belokobylskij, 2000
- A. oryzaetora He & Chen, 1988
- A. palmatoides Marsh & Shaw, 2003
- A. palmatus (Walley, 1941)
- A. paltshevskii Belokobylskij, 2000
- A. pallescens Hellen, 1927
- A. pallidator (Thunberg, 1822)
- A. pallidicornis (Herrich-Schaffer, 1838)
- A. pallidistigmus (Telenga, 1941)
- A. pappi Butcher & Quicke, 2011
- A. parabretti Bardon & Fortier, 2009
- A. paracatherinensis Fortier, 2009
- A. paracopiosus Fortier, 2009
- A. paraluhmani Fortier, 2009
- A. parareolatus Fortier, 2009
- A. paraselu Fortier, 2009
- A. parasiticus Norton, 1869
- A. parasquilaxensis Fortier, 2009
- A. pardalotus Marsh & Shaw, 1998
- A. parentalis Belokobylskij, 2000
- A. parvicauda (Tobias, 1985)
- A. pectoralis (Ashmead, 1894)
- A. pedalis Cresson, 1869
- A. pellucens (Telenga, 1941)
- A. perinetensis Shenefelt, 1975
- A. periscelis (Reinhard, 1863)
- A. perplexus (Gahan, 1917)
- A. picipes (Herrich-Schaffer, 1838)
- A. pictus (Herrich-Schäffer, 1838)
- A. pilosus (Cresson, 1872)
- A. platypterygis (Ashmead, 1889)
- A. plurilineatus (Cameron, 1911)
- A. plurivena Butcher & Quicke, 2011
- A. politiceps (Gahan, 1917)
- A. politus (Szepligeti, 1906)
- A. pooedooa Fortier, 2009
- A. praetor (Reinhard, 1863)
- A. preclarus Marsh & Shaw, 1998
- A. provancheri Fortier, 2007
- A. przewalskii (Kokujev, 1898)
- A. pseudoanatariatus Fortier, 2009
- A. pseudospeciosus Quicke & Butcher, 2011
- A. pseudoterminalis Marsh & Shaw, 2001
- A. pulchripes Wesmael, 1838
- A. punctipes (Thomson, 1892)
- A. quadratus Shaw & Marsh, 2006
- A. quadrum (Tobias, 1976)
- A. quebecensis (Provancher, 1880)
- A. quickei Fortier, 2007
- A. quiniguanus Fortier, 2009
- A. radialis (Tobias, 1972)
- A. reisi Fortier & Sherman, 2008
- A. rileyi Cresson, 1869
- A. roberti Butcher & Quicke, 2011
- A. robustipes Belokobylskij, 2000
- A. rogezensis (Granger, 1949)
- A. rossi Marsh & Shaw, 1997
- A. rossicus (Kokujev, 1898)
- A. rubroniger Belokobylskij, 2000
- A. ruficeps (Telenga, 1941)
- A. ruficornis (Herrich-Schaffer, 1838)
- A. rufipes (Thomson, 1892)
- A. rugosicostalis van Achterberg, 1995
- A. rugosus (Kurhade & Nikam, 2001)
- A. rugulosus (Nees, 1811)
- A. sanctihyacinthi (Provancher, 1880)
- A. sapporensis (Watanabe, 1937)
- A. sarceei Fortier, 2009
- A. satanas (Telenga, 1941)
- A. scriptus (Enderlein, 1920)
- A. scrutator (Say, 1836)
- A. schewyrewi (Kokujev, 1898)
- A. schirjajewi (Kokujev, 1898)
- A. schultzei (Baker, 1917)
- A. secwepemc Fortier, 2007
- A. selu Fortier, 2009
- A. seriatus (Herrich-Schaffer, 1838)
- A. sexmaculativorax Fortier, 2007
- A. shakirae
- A. sharkeyi Butcher & Quicke, 2011
- A. shawi Fortier, 2007
- A. shaworum Shimbori & Penteado-Dias, 2011
- A. shenefelti Shaw & Marsh, 2006
- A. shestakovi (Shenefelt, 1975)
- A. sibiricus (Kokujev, 1903)
- A. sichotealinus Belokobylskij, 1996
- A. signatus (Nees, 1811)
- A. similis (Curtis, 1834)
- A. simillimus (Ashmead, 1889)
- A. sinevi Belokobylskij, 2000
- A. sirin Belokobylskij, 1996
- A. smithi Marsh & Shaw, 2001
- A. sonorensis (Cameron, 1887)
- A. spasskensis Belokobylskij, 2000
- A. speciosus

Aleiodes speciosus (Baker) (Baker, 1917)
Aleiodes speciosus (Townsend) Townsend, 2009
- A. squilaxensis Fortier, 2009
- A. stigmator (Say, 1824)
- A. stilpnos Townsend, 2009
- A. subscleroma (Quicke & Shaw, 2005)
- A. sudatorius Papp, 1986
- A. suffusus (Baker, 1917)
- A. tashimai (Kusigemati, 1983)
- A. terminalis Cresson, 1869
- A. terneicus Belokobylskij, 2000
- A. territatus Papp, 1989
- A. testaceus (Spinola, 1808)
- A. texanus Cresson, 1869
- A. totuyai Fortier, 2009
- A. townesorum Marsh & Shaw, 2001
- A. transversestriatus (Granger, 1949)
- A. trevelyanae Quicke & Shaw, 2006
- A. trianguliscleroma Butcher & Quicke, 2011
- A. tricolor (Haliday, 1836)
- A. trifasciatus (Enderlein, 1920)
- A. troitza Belokobylskij, 2000
- A. tsukubaensis Belokobylskij, 2000
- A. tulensis Fortier, 2006
- A. tullyi Fortier, 2009
- A. ufei (Walley, 1941)
- A. ugandaensis Butcher & Quicke, 2011
- A. ungularis (Thomson, 1892)
- A. unifasciatus Chen & He, 1991
- A. unipunctator (Thunberg, 1822)
- A. varius (Herrich-Schaffer, 1838)
- A. vassununga Shimbori & Penteado-Dias, 2011
- A. vaughani (Muesebeck, 1960)
- A. venustulus (Kokujev, 1905)
- A. vicinus (Papp, 1977)
- A. vierecki Marsh & Shaw, 2001
- A. virginiensis Marsh & Shaw, 1998
- A. vollenhoveni (Gribodo, 1881)
- A. wadai (Watanabe, 1937)
- A. wahli Marsh & Shaw, 1998
- A. whartoni Shaw & Marsh, 2006
- A. wicayazipa Fortier, 2009
- A. wyomingensis Shaw & Marsh, 2006
- A. xanthus (Marshall, 1892)
- A. yasirae van Achterberg, 1995